# المدينة القديمة بباسام الكبرى
المدينة القديمة بباسام الكبرى هي منطقة تاريخية في مدينة باسام الكبرى في ساحل العاج . وقج تم إدراجها كموقع للتراث العالمي لليونسكو سنة 2012.

## تاريخ
كانت مدينة باسام الكبرى أول عاصمة لساحل العاج، و تعد مثالا حيا للمدينة الاستعمارية في أواخر القرن التاسع عشر وأوائل القرن العشرين، وهي تشهد على العلاقات الاجتماعية المعقدة بين الأوروبيين والأفارقة ، وعلى حركة الاستقلال اللاحقة. وباعتبارها مركزًا نابضًا بالحياة للمراكز التجارية الفرنسية في خليج غينيا قبيل نشأة ساحل العاج الحديثة ، فقد جذبت السكان من جميع أنحاء إفريقيا وأوروبا وبلاد الشام.